# Birger

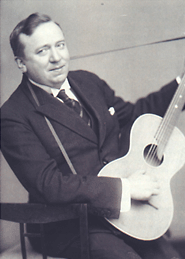
Birger Sjöberg.

Birger är ett gammalt fornnordiskt mansnamn, som språkhistoriskt är samma namn som Börje. 

## Ursprung och betydelse
Birger/Börje är en fornnordisk ija‑stam. Det finns tre hypoteser om ursprunget till Birger/Börje. Det kan vara en kortform till äldre namn som började på Berg‐. En annan möjlig etymologi är att det betyder ”den som hjälper”, bildat till verbet bärga. En tredje hypotes är ett samband med namnledet ‑ger, som betydde ”spjut”.

## Belägg och historia
Namnet förekommer troligen på runstenen Sö 331 i Skämby i Åkers socken i Södermanland: 
”biriR (Börje/Birger) och ‑‑‑ma (Holma) läto göra dessa märken efter hulma (Holme, böjd form Holma), sin gode son, och efter hulmnui (Holmvi), sin dotter. Gud hjälpe deras själ".
Under äldre medeltid var Birgers/Börjes gemensamma ursprungsform populärt inom stormannaätter. Formen Birgir fortlevde i äldre nysvenska som ett skriftspråklig, som korrekt ansedd skrivning av Börje, Berge, Beriel och andra varianter av namnet. Formen Birger blev populär under den nordiska namnrenässansen.
Mer information om namnformen Birger återfinns i artiklarna Börje och ija‑stam.

## Statistik
Namnformen Birger hade en popularitetstopp i Sverige på 1950-talet men namnet har under större delen av 1900-talet framför allt förekommit som andranamn. Den 31 december 2019 fanns det totalt 15 839 personer i Sverige med namnet, varav 2 257 med det som tilltalsnamn. Därtill fanns 42 personer med Birger som efternamn.  År 2014 fick 18 pojkar namnet som tilltalsnamn. Förekommer även stavat Birjer, men det är mycket ovanligt.

## Namnsdag
Eftersom namnlängdskommittén har som en av sina principer att sammanföra namn med gemensamt ursprung flyttades Birger 2001 till Börje‐dagen den 9 juni. År 1901–2000 hade Birger namnsdag den 21 oktober, där det placerades i 1901 års namnlängd, eftersom den medeltide svenske statsmannen Birger jarl hade avlidit den dagen 1266.
I den finlandssvenska namnsdagslängden har Birger namnsdag 17 juni sedan 1995, tillsammans med Börje. Före det hade Birger namnsdag 20 oktober 1950–1994 och 21 oktober 1929–1949.

## Kända personer med namnet Birger
- Birger Brosa, jarl av Sverige
- Birger jarl, svensk jarl
- Birger Magnusson, svensk kung 1290, sonson till Birger jarl
- Birger Andersson (socialdemokrat), riksdagsledamot och redaktör
- Birger Andersson, tennisspelare
- Birger Anrep-Nordin, tonsättare, organist, dirigent och musikpedagog
- Birger Asplund, friidrottare
- Birger Baisgård, norsk företagsledare
- Birger Bergh, latinist
- Karl-Birger Blomdahl, svensk tonsättare
- Birger Buhre, svensk sportjournalist
- Birger Cederin, fäktare
- Birger Dahlerus, affärsman och ”freelancediplomat”
- Birger Ekstedt, kristdemokratisk politiker
- Birger Elmér, militär och chef för underrättelseorganet IB
- Birger Folke, tennisspelare
- Birger Furugård, nationalsocialistisk politiker
- Birger Ljungström, ingenjör, uppfinnare och företagsgrundare
- Birger Malmsten, skådespelare
- Birger Mörner, författare
- Birger Nerman, arkeolog och författare
- Birger Nyberg, friidrottare
- Birger Persson (Finstaätten), riddare och lagman, far till heliga Birgitta
- Birger Rosengren, fotbollsspelare, OS-guld 1948
- Carl Birger Rutström, arkeolog, ledamot av Svenska Akademien
- Birger Ruud, norsk backhoppare
- Birger Schlaug, författare, debattör och miljöpartistisk politiker
- Birger Simonsson, målerikonstnär
- Birger Sjöberg, författare, sångare och journalist
- Birger Steckzén, historiker, chef för Krigsarkivet (krigsarkivarie)
- Birger Sörvik, gymnast, OS-guld i lag 1908
- Hugo Birger, konstnär
- Selim Birger, svensk läkare och botanist

De medeltida personerna i listan ovan får sina namn återgivna som Birger genom en konventionell normalisering. I källskrifterna har deras namn skiftande form och stavning.

## Rollfigur
- Birger, en rollfigur spelad av Krister Claesson i bland annat Full Fräs